# Светля
Све́тля (болг. Светля) — село в Перницькій області Болгарії. Входить до складу общини Ковачевці.

## Населення
За даними перепису населення 2011 року у селі проживали 125 осіб, з них 123 особи (98,4%) — болгари.
Розподіл населення за віком у 2011 році:
Динаміка населення: